# 7026 Gabrielasilang
7026 Gabrielasilang este o planetă minoră (asteroid), cu un diametru de 2,936 km, din centura de asteroizi. A fost descoperită pe 19 august 1993 la Observatorul Palomar de Eleanor F. Helin și a fost numită după Gabriela Silang⁠(d). 
Obiectul prezintă o orbită caracterizată de o semiaxă mare de 2,2614334 UAi, o excentricitate de 0,18, o înclinație de 3,91227 ° în raport cu ecliptica.